# شهرستان بویی (تگزاس)
بویی (به انگلیسی: Bowie) شهرستانی در ایالت تگزاس است. در سرشماری سال ۲۰۰۰، جمعیت این شهرستان ۸۹،۳۰۶ نفر اعلام شد. مرکز بویی شهر بوستون است. شهرستان بویی در سال ۱۸۴۰ تأسیس شد.

## جغرافیا
طبق اداره آمار آمریکا، این شهرستان مساحتی در حدود ۲،۳۹۱ کیلومتر مربع دارد.

### شهرها
- دیکلب
- هوکس
- لیری
- ماد
- مش
- نیو بوستون
- رد لیک
- ردواتر
- تکسارکنا
- ویک ویلیج